# Podział administracyjny Portugalii
Podział administracyjny Portugalii jest stosunkowo skomplikowany i na przestrzeni lat ulegał on dość istotnym zmianom. Od 2013 r., Republika Portugalska formalnie jest podzielona na:
| Nazwa portugalska           | Liczba | Polskie tłumaczenie\   |
| --------------------------- | ------ | ---------------------- |
| Distritos                   | 18     | Dystrykty              |
| Regiões Autónomas           | 2      | Regiony autonomiczne   |
| Áreas Metropolitanas        | 2      | Obszary metropolitalne |
| Comunidades intermunicipais | 21     | Wspólnoty międzygminne |
| Concelhos                   | 308    | Gminy                  |
| Freguesias                  | 3092   | Sołectwa / Parafie     |
| Cidades                     | 151    | Miasta                 |
| Vilas                       | 533    | Miasteczka             |

## Dystrykty kontynentalnej Portugalii
Portugalia jest podzielona na dystrykty (port. distritos) od 25 kwietnia 1835 (wcześniej dzieliła się na comarki), a celem ich utworzenia było usprawnienie administracji w terenie oraz polepszenie dostępu do niej dla zwykłych mieszkańców. System portugalskich dystryktów był wzorowany na francuskich departamentach. Dystrykty były przez lata najbardziej istotną jednostką podziału kraju na szczeblu ponad gminnym i do dziś stanową podstawę przy wyznaczaniu okręgów wyborczych lub regionalnych związków sportowych. To również najbardziej społecznie rozpoznawalny szczebel podziału administracyjnego Portugalii. W 1919 r. zlikwidowano jeden z dystryktów Kontynentalnej Portugalii (Dystrykt Lamego), a 1976 r. cztery kolejne: trzy na Azorach (Dystrykt Angra do Heroísmo, Dystrykt Horta, Dystrykt Ponta Delgada) i jeden na Maderze (Dystrykt Funchal). Artykuł 291 konstytucji z 1976 r. określił dystrykty, jako poziom przejściowy administracji w oczekiwaniu na powstanie regionów administracyjnych. W latach 1991–2013 całe terytorium kontynentalnej Portugalii było podzielona na obszary metropolitalne oraz wspólnoty międzygminne, co sprawiło, że ranga dystryktów została znacznie ograniczona. Zgodnie z normą ISO 3166-2:PT portugalskie dystrykty mają nadane kolejne numery (alfabetycznie od nazwy dystryktu) – od PT-01 (Dystrykt Aveiro) do PT-18 (Dystrykt Viseu).

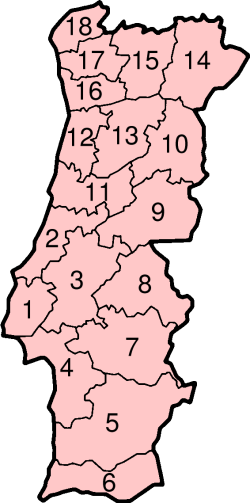
Dystrykty kontynentalnej Portugalii.

| Numer na mapie | Nazwa                     | Stolica          | Ludność (w 2005 r.) | Powierzchnia (km²) | Liczba gmin | Liczba sołectw |
| -------------- | ------------------------- | ---------------- | ------------------- | ------------------ | ----------- | -------------- |
| 12.            | Dystrykt Aveiro           | Aveiro           | 713 578             | 2808               | 19          | 208            |
| 5.             | Dystrykt Beja             | Beja             | 161 211             | 10 225             | 14          | 100            |
| 17.            | Dystrykt Braga            | Braga            | 831 368             | 2673               | 14          | 515            |
| 14.            | Dystrykt Bragança         | Bragança         | 148 808             | 6608               | 12          | 299            |
| 9.             | Dystrykt Castelo Branco   | Castelo Branco   | 208 069             | 6675               | 11          | 160            |
| 11.            | Dystrykt Coimbra          | Coimbra          | 441 245             | 3947               | 17          | 209            |
| 7.             | Dystrykt Évora            | Évora            | 173 408             | 7393               | 14          | 91             |
| 6.             | Dystrykt Faro             | Faro             | 395 208             | 4960               | 16          | 84             |
| 10.            | Dystrykt Guarda           | Guarda           | 173 716             | 5518               | 14          | 336            |
| 2.             | Dystrykt Leiria           | Leiria           | 459 450             | 3515               | 16          | 148            |
| 1.             | Dystrykt Lizbona          | Lizbona          | 2 135 992           | 2800               | 16          | 226            |
| 8.             | Dystrykt Portalegre       | Portalegre       | 127 018             | 6065               | 15          | 86             |
| 16.            | Dystrykt Porto            | Porto            | 1 781 826           | 2395               | 18          | 283            |
| 3.             | Dystrykt Santarém         | Santarém         | 475 344             | 6747               | 21          | 193            |
| 4.             | Dystrykt Setúbal          | Setúbal          | 788 459             | 5064               | 13          | 82             |
| 18.            | Dystrykt Viana do Castelo | Viana do Castelo | 252 011             | 2255               | 10          | 290            |
| 15.            | Dystrykt Vila Real        | Vila Real        | 223 731             | 4328               | 14          | 268            |
| 13.            | Dystrykt Viseu            | Viseu            | 394 927             | 5007               | 24          | 372            |

### Dystrykty zlikwidowane
Azory:
- Dystrykt Angra do Heroísmo (istniejący w latach 1835–1976)
- Dystrykt Horta (istniejący w latach 1835–1976)
- Dystrykt Ponta Delgada (istniejący w latach 1835–1976)

Madera:
- Dystrykt Funchal (istniejący w latach 1835–1976)

Kontynentalna Portugalia:
- Dystrykt Lamego (istniejący w latach 1835–1919)

## Regiony autonomiczne
Region autonomiczny w Portugalii jest jednostką podziału administracyjnego najwyższego stopnia (pierwszy poziom). Podział na tego typu jednostki obowiązuje od 1976 r. i został zapisany w tamtejszej konstytucji. Od 1976 r. do dziś funkcjonują dwa regiony autonomiczne (port. regiões autónomas) – obydwa stanowią archipelagi na Oceanie Atlantyckim – które wraz z kontynentalną Portugalią tworzą Republikę Portugalską:
1. Autonomiczny Region Azorów (Região Autónoma dos Açores)
2. Autonomiczny Region Madery (Região Autónoma da Madeira)

Zgodnie z normą ISO 3166-2:PT portugalskie regiony autonomiczne mają nadane numery: PT-20 (Autonomiczny Region Azorów) i PT-30 (Autonomiczny Region Madery).

## Obszary metropolitalne
Obydwa obszary metropolitalne w Portugalii faktycznie utworzono już w 1991 r., jednak dopiero na mocy ustawy nr 75/2013 z dnia 12 września 2013 stanowią one jednostkę podziału administracyjnego kraju. Zgodnie z ustawą 46/2008 „obszary metropolitalne Lizbony i Porto są osobami prawnymi prawa publicznego i stanowią szczególną formę stowarzyszenia gmin”:
1. Obszar Metropolitalny Lizbony (Área Metropolitana de Lisboa)
2. Obszar Metropolitalny Porto (Área Metropolitana do Porto)

## Wspólnoty międzygminne
Zgodnie z ustawą nr 75/2013 z dnia 12 września 2013 w Portugalii funkcjonuje 21 wspólnot międzygminnych:
| 1. Centralne Alentejo (Centro Alentejo) 2. Nadbrzeżne Alentejo (Alentejo Litoral) 3. Algarve (Algarve) 4. Górne Alentejo (Alto Alentejo) 5. Górne Minho (Alto Minho) 6. Górna Tâmega (Alto Tâmega) 7. Ave 8. Dolne Alentejo (Baixo Alentejo) 9. Dolna Beira (Beira Baixa) 10. Beiras e Serra da Estrela 11. Cávado 12. Douro 13. Lezíria do Tejo 14. Środkowy Tag (Médio Tejo) 15. Oeste 16. Region Aveiro (Região de Aveiro) 17. Region Coimbra (Região de Coimbra) 18. Region Leiria (Região de Leiria) 19. Tâmega e Sousa 20. Terras de Trás-os-Montes 21. Viseu Dão Lafões |

## Sołectwa / Parafie
Każda gmina w Portugalii podzielona jest na sołectwa / parafie (port. freguesias), jako jednostkę podziału administracyjnego najniższego szczebla. W wyniku reformy z 2013 r. liczba portugalskich sołectw zmniejszyła się z 4259 do 3092, bowiem niektóre sąsiadujące ze sobą sołectwa (zlokalizowane w tej samej gminie) połączono w związki sołectw (port. união de freguesias).

## Historia
W latach 1936–1976 kontynentalna Portugalia była podzielona na 11 prowincji i 22 dystrykty. W 1976 r. kraj podzielono na 18 dystryktów i 2 regiony autonomiczne (Azory i Madera), składające się łącznie z 308 gmin, które z kolei dzieliły się na 4257 sołectw.

## Podział tradycyjny
W życiu codziennym dominuje historyczny podział regionalny, obowiązujący oficjalnie w latach 1936–1975. W ten sposób klasyfikowane jest na przykład pochodzenie produktów spożywczych, z winem na czele.
| Alentejo: - Alto Alentejo - Baixo Alentejo - Ribatejo | Beira: - Beira Alta - Beira Baixa - Beira Litoral | - Açores (Azory) - Algarve - Douro Litoral - Estremadura - Madeira (Madera) - Minho - Trás-os-Montes e Alto Douro |

## Podział terytorialny (NUTS)
W celach statystycznych wyróżnia się siedem regionów, wytyczonych w 2003 r. przez Unię Europejską w ramach programu NUTS. Są to:

### NUTS I
1. Kontynentalna Portugalia (podzielona na 18 dystryktów)
2. Autonomiczny Region Azorów
3. Autonomiczny Region Madery

### NUTS II (Regiony)
1. Region Północ (Região Norte) ze stolicą w Porto
2. Region Centrum (Região Centro) ze stolicą w Coimbrze
3. Region Lizbona (Região de Lisboa)
4. Alentejo ze stolicą w Évorze
5. Algarve ze stolicą w Faro
6. Autonomiczny Region Azorów (Região Autónoma dos Açores) ze stolicą w Ponta Delgada
7. Autonomiczny Region Madery (Região Autónoma da Madeira) ze stolicą w Funchalu

### NUTS III (Podregiony)
NUTS III w Portugalii stanowi 25 jednostek terytorialnych, są to:
- obydwa regiony autonomiczne
- obydwa obszary metropolitalne
- 21 wspólnot międzygminnych